# Добровольский, Михаил Родионович
Михаил Родионович Добровольский (4 декабря 1904, Екатеринополь — 29 августа 1975, Одесса) — советский военный деятель, Полковник (1944 год).

## Начальная биография
Михаил Родионович Добровольский родился 4 декабря 1904 года в местечке Екатеринополь (ныне — в Черкасской области).

## Военная служба

### Довоенное время
В октябре 1927 года был призван в ряды РККА и направлен в 153-й стрелковый полк (51-я стрелковая дивизия, Украинский военный округ), где служил красноармейцем, курсантом полковой школы, командиром отделения, помощником командира взвода, старшиной роты и командиром взвода. Окончил курсы сверхсрочников при 51-й стрелковой дивизии, а в 1931 году выдержал экзамен за нормальную военную школу.
В феврале 1932 года был назначен на должность адъютанта Управления коменданта Одессы, в сентябре 1934 года — на должность адъютанта комендантской управы Киева, в октябре 1937 года — на должность помощника начальника штаба батальона 300-го стрелкового полка (7-я стрелковая дивизия), а в сентябре 1939 года — на должность помощника начальника штаба 664-го стрелкового полка (130-я стрелковая дивизия), находясь на которой, принимал участие в походе в Западную Украину.
В 1939 году окончил курсы штабных командиров при Военной академии имени М. В. Фрунзе, а в сентябре 1940 года был назначен на должность помощника начальника 1-го отделения штаба 130-й стрелковой дивизии.

### Великая Отечественная война
С началом войны дивизия принимала участие в ходе приграничного сражения, действуя на могилёв-подольском направлении. 26 июня решением Ставки Верховного Главнокомандования дивизия была подчинена 18-й армии (Южный фронт), после чего принимала участие в ходе оборонительных боевых действий на реке Прут, а в начале июля отходила за Днестр и до середины июля вели боевые действия против 11-й армии противника на рубеже Могилёв-Подольского укреплённого района, а затем отступала на ольгопольском и никопольском направлениях. С сентября по октябрь дивизия принимала участие в ходе Донбасской оборонительной операции.
В октябре 1941 года был назначен на должность помощника начальника 1-го отделения оперативного отдела и старшего помощника начальника штаба 18-й армии, а с мая 1943 года исполнял должность начальника оперативного отдела штаба десантной группы войск этой же армии, ведшей боевые действия в районе Мысхако у Новороссийска. В августе того же года на базе расформированной десантной группы был сформирован 20-й стрелковый корпус, а Добровольский назначен на должность начальника оперативного отдела штаба корпуса, после чего в сентябре принимал участие в ходе Новороссийско-Таманской наступательной операции, во время которой был освобождён Новороссийск, вскоре корпус выполнял задачи по обороне Таманского полуострова. С 27 марта по 17 апреля 1944 года подполковник М. Р. Добровольский временно исполнял должность командира корпуса, затем вновь был назначен на должность начальника оперативного отдела штаба корпуса. С июня по август корпус принимал участие в ходе Белорусской наступательной операции.
В январе 1945 года был назначен на должность начальника штаба 152-й стрелковой дивизии, принимавшей участие в ходе Восточно-Прусской, Берлинской и Пражской наступательных операций.

### Послевоенная карьера
После войны полковник Добровольский находился прежней должности, а дивизия в составе 3-й армии дислоцировалась в Белорусском военном округе. В июле 1946 года был назначен на должность начальника оперативного отдела штаба 41-го стрелкового корпуса этого же округа.
В феврале 1950 года был направлен на учёбу на курсы усовершенствования командиров стрелковых дивизий при Военной академии имени М. В. Фрунзе, после окончания которых в феврале 1951 года был назначен на должность заместителя начальника оперативного отдела штаба 8-й гвардейской армии (Группа советских войск в Германии).
Полковник Михаил Родионович Добровольский в ноябре 1954 года вышел в запас.
Умер 29 августа 1975 года в Одессе. Похоронен на Ново-Городском (Таировском) кладбище.

## Награды
- Орден Ленина;
- Два ордена Красного Знамени;
- Орден Кутузова 2 степени;
- Орден Отечественной войны 1 и 2 степеней;
- Четыре ордена Красной Звезды;
- Медали.